# Macrostylis magnifica
Macrostylis magnifica är en kräftdjursart. Macrostylis magnifica ingår i släktet Macrostylis och familjen Macrostylidae. Inga underarter finns listade i Catalogue of Life.